# Hiawatha, Kansas
Hiawatha är administrativ huvudort i Brown County i Kansas. Orten har fått sitt namn efter huvudpersonen i en dikt av Henry Wadsworth Longfellow. Enligt 2020 års folkräkning hade Hiawatha 3 280 invånare.